# Baubles parade
De Baubles parade is een verzameling kunstwerken geplaatst in het Beatrixpark, Amsterdam-Zuid. Bauble is eigenlijk een kerstbal.
Het zijn de restanten van een verzameling bollen waarop mozaïeken zijn aangebracht, die in 2012, 2013 en 2014 te zien is geweest op het Museumplein. De bollen hebben het uiterlijk van de social sofa’s die in geheel Nederland te vinden zijn. Andrée van Es opende in 2013 de parade; Jerry Wrinkler en Annemarie van Gaal op 5 september 2014 de versie van dat jaar. De bollen, geplaatst op sokkels, werden ontworpen door bekende en minder bekende kunstenaars, niet allemaal uit de beeldende kunst overigens. Zo waren er baubles van Ans Markus, maar ook van Marco Borsato. Ze werden door medewerkers van de leer- en werkplaatsen van Pantar in elkaar gezet, Pantar ontwierp er zelf echter ook een aantal. De ballen werden vervolgens geveild, maar een flink aantal werd later door de gemeente Amsterdam in het Beatrixpark geplaatst en wel tussen de bomen die de kastanjering vormen.
Een deel van de opbrengsten van sponsoring en van de veiling ging naar SOS Kinderdorpen, waarvan Van Gaal ambassadrice is.
Een van de bollen in het Beatrixpark is geïnspireerd op het schilderij Decalcomania van René Magritte (man met bolhoed).

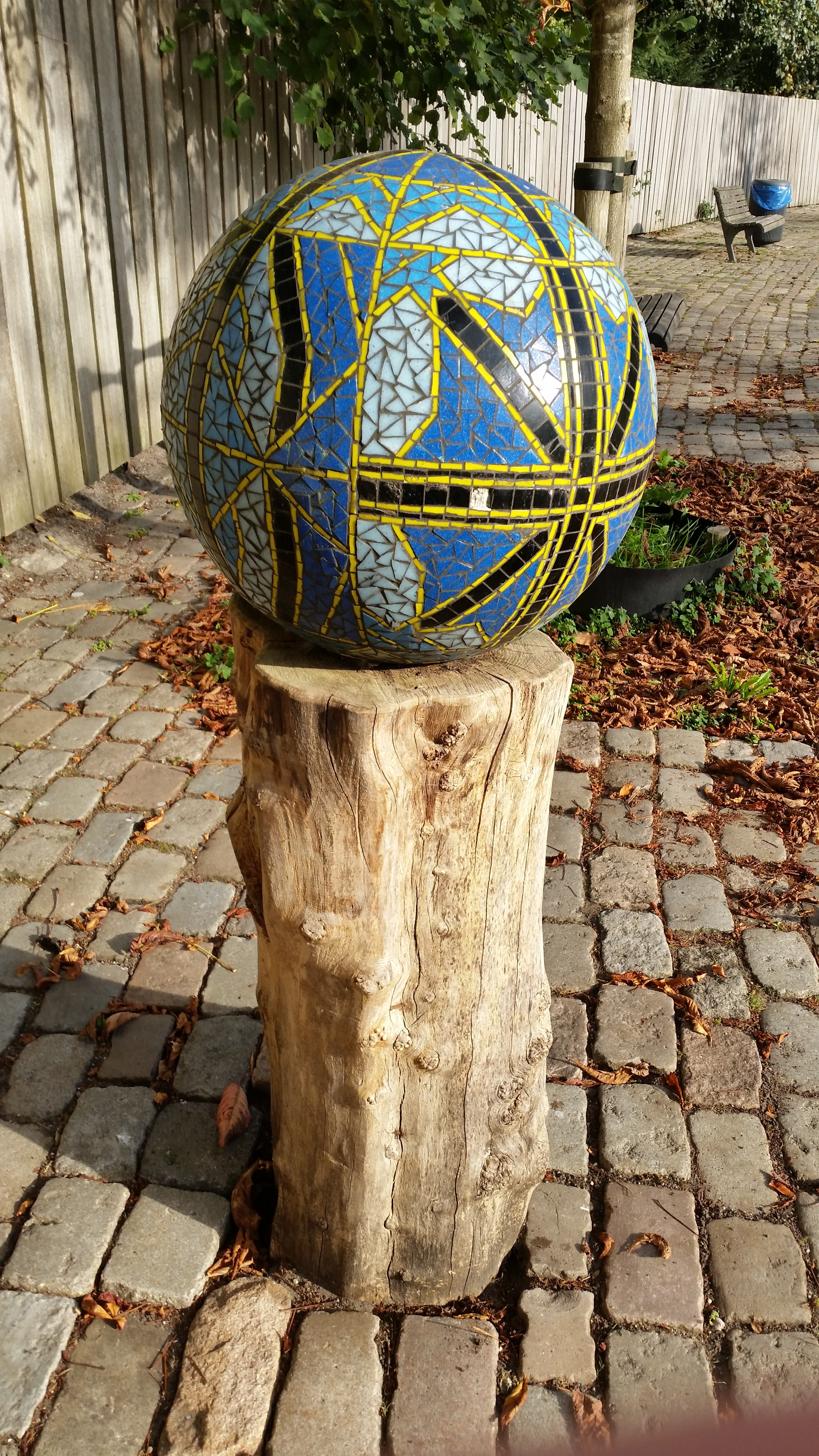
Andere bauble (oktober 2018)
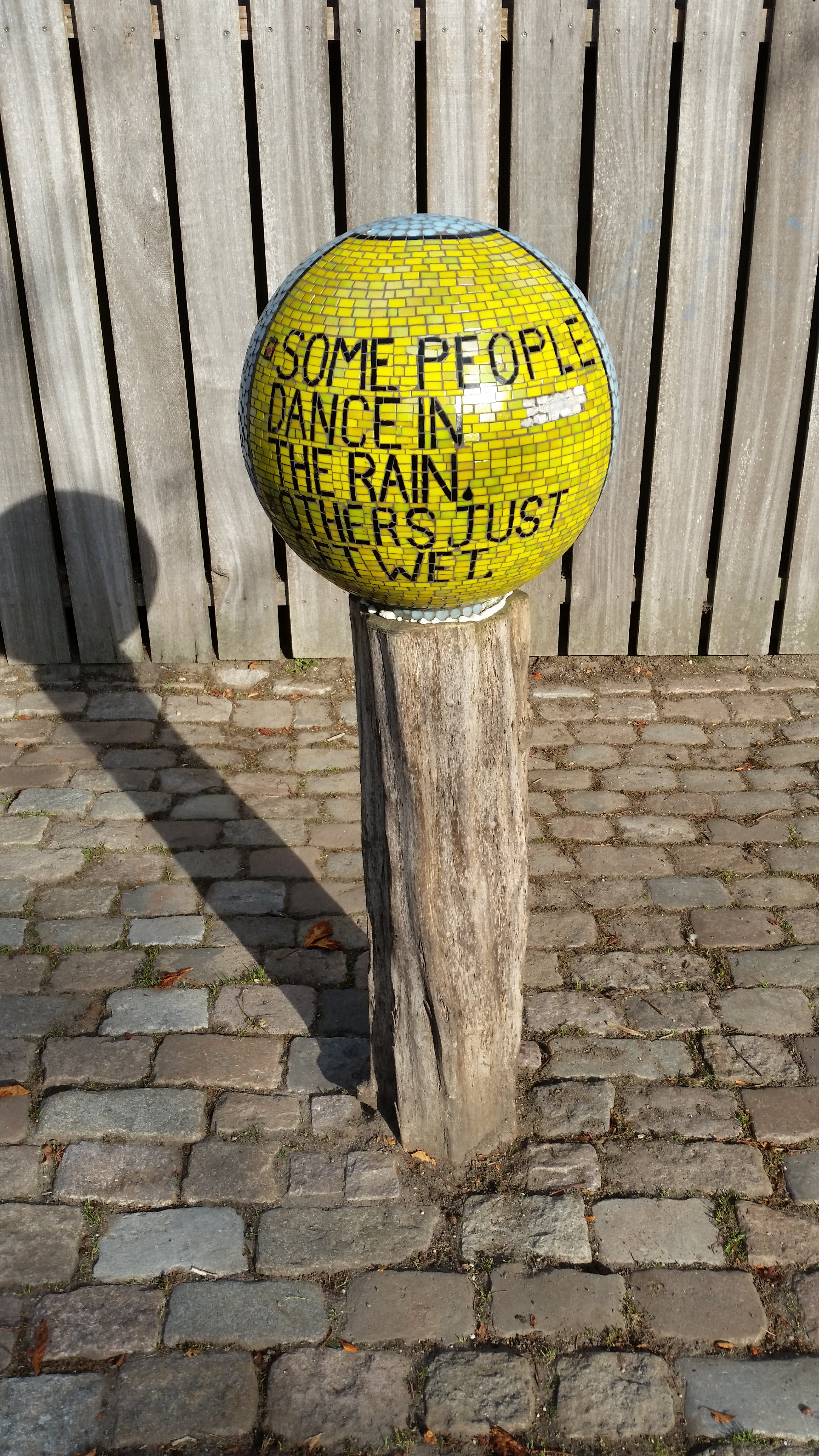
Bauble met tekst (oktober 2018)